# Gypsochóri
Gypsochóri är en ort i Grekland.   Den ligger i prefekturen Nomós Péllis och regionen Mellersta Makedonien, i den norra delen av landet, 300 km norr om huvudstaden Aten. Gypsochóri ligger 18 meter över havet och antalet invånare är 428.
Terrängen runt Gypsochóri är varierad, och sluttar söderut. Runt Gypsochóri är det ganska tätbefolkat, med 120 invånare per kvadratkilometer. Närmaste större samhälle är Giannitsá, 12,5 km öster om Gypsochóri. Trakten runt Gypsochóri består till största delen av jordbruksmark.